# ملعب شفا
ملعب شفا، يعرف أيضًا باسم إنتر أرينا لأغراض الرعاية، هو ملعب كرة قدم يقع في باكو، أذربيجان ويعتبر الملعب البيتي لنادي إنتر باكو لكرة القدم. يتسع لجلوس 8,125 متفرج. تم بناء الملعب في 2001.